# Avsenik (priimek)
Avsenik je 3.574. najbolj pogost priimek v Sloveniji, ki ga je po podatkih Statističnega urada Republike Slovenije na dan 31. decembra 2007 uporabljalo 124 oseb.

## Znani nosilci priimka
- Anton Avsenik (1858—1925), kamnosek
- Brigita Avsenik (1932—2017), vodja Galerije in direktorica Glasbene šole Avsenik
- Gregor Avsenik (*1966), harmonikar, vodja ansambla
- Irena Avsenik Nabergoj (*1969), literarna zgodovinarka in teoretičarka, religiologinja, prof. TEOF
- Maja Avsenik, knjigarnarka na FF UL
- Martin Avsenik (*1962), slikar
- Monika Avsenik (*1996), pevka
- Sašo Avsenik (*1991), glasbenik, vodja ansambla
- Slavko Avsenik (1929—2015), glasbenik harmonikar in skladatelj, vodja ansambla
- Slavko Avsenik mlajši (*1958), skladatelj, pianist, aranžer, producent, glasbeni urednik
- Vilko Ovsenik (Avsenik) (1928—2017), glasbenik klarinetist, aranžer, skladatelj